# Tour der südafrikanischen Rugby-Union-Nationalmannschaft nach Großbritannien und Irland 1998
| Tour der Springboks nach Großbritannien und Irland 1998 | Tour der Springboks nach Großbritannien und Irland 1998 | Tour der Springboks nach Großbritannien und Irland 1998 | Tour der Springboks nach Großbritannien und Irland 1998 | Tour der Springboks nach Großbritannien und Irland 1998 |
| Übersicht                                               | S                                                       | G                                                       | U                                                       | N                                                       |
| ------------------------------------------------------- | ------------------------------------------------------- | ------------------------------------------------------- | ------------------------------------------------------- | ------------------------------------------------------- |
| Test Matches                                            | 4                                                       | 3                                                       | 0                                                       | 1                                                       |
| Sonstige Spiele                                         | 4                                                       | 4                                                       | 0                                                       | 0                                                       |
| Gesamt                                                  | 8                                                       | 7                                                       | 0                                                       | 1                                                       |
|                                                         |                                                         |                                                         |                                                         |                                                         |
| England                                                 | 1                                                       | 0                                                       | 0                                                       | 1                                                       |
| Irland                                                  | 1                                                       | 1                                                       | 0                                                       | 0                                                       |
| Schottland                                              | 1                                                       | 1                                                       | 0                                                       | 0                                                       |
| Wales                                                   | 1                                                       | 1                                                       | 0                                                       | 0                                                       |

Die Tour der südafrikanischen Rugby-Union-Nationalmannschaft nach Großbritannien und Irland 1998 umfasste eine Reihe von Freundschaftsspielen der Springboks, der Nationalmannschaft Südafrikas in der Sportart Rugby Union. Das Team reiste im November und Dezember 1998 durch Großbritannien und Irland, wobei es acht Spiele bestritt. Dazu gehörten vier Test Matches gegen die Nationalmannschaften der Home Nations und vier weitere Spiele gegen Auswahlteams. Erstmals seit der Tour 1969/70 strebten die Springboks einen Grand Slam an, scheiterten aber mit einer Niederlage im letzten Test Match gegen England.

## Spielplan
- Hintergrundfarbe grün = Sieg
- Hintergrundfarbe rot = Niederlage

(Test Matches sind grau unterlegt; Ergebnisse aus der Sicht Südafrikas)
| # | Datum             | Gegner              | Ort       | Stadion             | Ergebnis |
| - | ----------------- | ------------------- | --------- | ------------------- | -------- |
| 1 | 10. November 1998 | Glasgow Caledonians | Glasgow   | Firhill Stadium     | 62:9     |
| 2 | 14. November 1998 | Wales               | London    | Wembley Stadium     | 28:20    |
| 3 | 17. November 1998 | Edinburgh Reivers   | Edinburgh | Easter Road         | 49:3     |
| 4 | 21. November 1998 | Schottland          | Edinburgh | Murrayfield Stadium | 35:10    |
| 5 | 24. November 1998 | Combined Provinces  | Cork      | Musgrave Park       | 32:5     |
| 6 | 28. November 1998 | Irland              | Dublin    | Lansdowne Road      | 27:13    |
| 7 | 01. Dezember 1998 | Irland A            | Belfast   | Ravenhill Stadium   | 50:9     |
| 8 | 05. Dezember 1998 | England             | London    | Twickenham Stadium  | 7:13     |

## Test Matches
| 14. November 1998 15:00 WEZ | Wales                                     | 20 : 28         | Südafrika                                                                                           | Wembley Stadium, London Zuschauer: 55.000 Schiedsrichter: Stuart Dickinson (Australien) |
| 14. November 1998 15:00 WEZ | Versuche: Thomas Straftritte: Jenkins (5) | (14:14) Bericht | Versuche: van der Westhuizen André Venter Strafversuch Erhöhungen: Smith (2) Straftritte: Smith (3) | Wembley Stadium, London Zuschauer: 55.000 Schiedsrichter: Stuart Dickinson (Australien) |

Aufstellungen:
- Wales: Chris Anthony, Colin Charvis, Scott Gibbs, Rob Howley , Shane Howarth, Jonathan Humphreys, Dafydd James, Neil Jenkins, Andrew Lewis, Craig Quinnell, Scott Quinnell, Mark Taylor, Gareth Thomas, Martyn Williams, Chris Wyatt 
 Auswechselspieler: Neil Boobyer, Ben Evans, David Llewellyn, Darren Morris, Mike Rayer, Mike Voyle, Barry Williams
- Südafrika: Mark Andrews, James Dalton, Rassie Erasmus, Adrian Garvey, Henry Honiball, Robbie Kempson, Percy Montgomery, Krynauw Otto, Pieter Rossouw, Franco Smith, André Snyman, Gary Teichmann , Stefan Terblanche, Joost van der Westhuizen, André Venter 
 Auswechselspieler: Selborne Boome, Naka Drotské, Gaffie du Toit, Ollie le Roux, Bobby Skinstad, Werner Swanepoel, Braam van Straaten

| 21. November 1998 15:00 WEZ | Schottland                                           | 10 : 35        | Südafrika | Murrayfield Stadium, Edinburgh Zuschauer: 35.000 Schiedsrichter: Chris White (England) |
| 21. November 1998 15:00 WEZ | Versuche: Hodge Erhöhungen: Hodge Straftritte: Hodge | (7:11) Bericht | Versuche: Rossouw Skinstad Snyman Terblanche van der Westhuizen Erhöhungen: Montgomery (2) Straftritte: Montgomery (2) | Murrayfield Stadium, Edinburgh Zuschauer: 35.000 Schiedsrichter: Chris White (England) |

Aufstellungen:
- Schottland: Gordon Bulloch, Paul Burnell, Duncan Hodge, Derrick Lee, John Leslie, Jamie Mayer, Cameron Murray, Scott Murray, Eric Peters, Budge Pountney, Bryan Redpath , Tom Smith, Alan Tait, Peter Walton, Doddie Weir 
 Auswechselspieler: Gary Armstrong, Steve Brotherstone, Stuart Grimes, David Hilton, Martin Leslie, Kenny Logan, Gregor Townsend
- Südafrika: Mark Andrews, James Dalton, Rassie Erasmus, Adrian Garvey, Henry Honiball, Robbie Kempson, Percy Montgomery, Krynauw Otto, Pieter Rossouw, Bobby Skinstad, André Snyman, Christian Stewart, Gary Teichmann , Stefan Terblanche, Joost van der Westhuizen 
 Auswechselspieler: Naka Drotské, Gaffie du Toit, Corné Krige, Ollie le Roux, Franco Smith, Werner Swanepoel, André Venter

| 28. November 1998 15:00 WEZ | Irland                                                    | 13 : 27       | Südafrika                                                                                            | Lansdowne Road, Dublin Zuschauer: 48.000 Schiedsrichter: Clayton Thomas (Wales) |
| 28. November 1998 15:00 WEZ | Versuche: Wood Erhöhungen: Elwood Straftritte: Elwood (2) | (6:7) Bericht | Versuche: Erasmus Skinstad van der Westhuizen Erhöhungen: Montgomery (3) Straftritte: Montgomery (2) | Lansdowne Road, Dublin Zuschauer: 48.000 Schiedsrichter: Clayton Thomas (Wales) |

Aufstellungen:
- Irland: Jonathan Bell, Justin Bishop, Peter Clohessy, Victor Costello, Girvan Dempsey, Eric Elwood, Justin Fitzpatrick, Paddy Johns , Kevin Maggs, Conor McGuinness, Dion O’Cuinneagain, Malcolm O’Kelly, Conor O’Shea, Andy Ward, Keith Wood 
 Auswechselspieler: David Corkery, Reggie Corrigan, Jeremy Davidson, Rob Henderson, David Humphreys, Ross Nesdale, Cieran Scally
- Südafrika: Mark Andrews, James Dalton, Rassie Erasmus, Adrian Garvey, Henry Honiball, Robbie Kempson, Percy Montgomery, Krynauw Otto, Pieter Rossouw, Bobby Skinstad, André Snyman, Christian Stewart, Stefan Terblanche, Gary Teichmann , Joost van der Westhuizen 
 Auswechselspieler: Naka Drotské, Gaffie du Toit, Corné Krige, Ollie le Roux, Franco Smith, Werner Swanepoel, André Venter

| 5. Dezember 1998 14:30 WEZ | England       | 13 : 7 | Südafrika | Twickenham Stadium, London Zuschauer: 75.000 Schiedsrichter: Paddy O’Brien (Neuseeland) |
| 5. Dezember 1998 14:30 WEZ | (7:7) Bericht |        |           | Twickenham Stadium, London Zuschauer: 75.000 Schiedsrichter: Paddy O’Brien (Neuseeland) |

Aufstellungen:
- England: Neil Back, Nick Beal, Mike Catt, Richard Cockerill, Lawrence Dallaglio , Matthew Dawson, Phil de Glanville, Darren Garforth, Jeremy Guscott, Richard Hill, Martin Johnson, Jason Leonard, Dan Luger, Tim Rodber, Tony Underwood 
 Auswechselspieler: Martin Corry, Phil Greening, Danny Grewcock, Austin Healey, Alex King, David Rees, Graham Rowntree
- Südafrika: Mark Andrews, James Dalton, Rassie Erasmus, Adrian Garvey, Henry Honiball, Robbie Kempson, Percy Montgomery, Krynauw Otto, Pieter Rossouw, Bobby Skinstad, Stefan Terblanche, André Snyman, Christian Stewart, Gary Teichmann , Joost van der Westhuizen 
 Auswechselspieler: Naka Drotské, Gaffie du Toit, Corné Krige, Ollie le Roux, Franco Smith, Werner Swanepoel, André Venter